# Landeskrankenhaus (Österreich)
Als Landeskrankenhaus oder Landesklinikum bezeichnet man in Österreich öffentlich-rechtliche Krankenhäuser, deren Träger die Bundesländer sind. Die üblicherweise verwendete Abkürzung ist „LKH“ oder „LK“.

## Geschichte
Die Entwicklung des Systems der Landeskrankenhäuser verlief in Österreich nicht einheitlich. Zu unterschiedlichen Zeiten wurden bestehende Gemeinde- oder Bezirkskrankenhäuser unter die Führung des Landes gestellt.
Das erste Krankenhaus, das unter der Bezeichnung „Landeskrankenhaus“ neu errichtet wurde, ist das LKH Graz. Dessen Bau wurde 1888 vom Steirischen Landtag beschlossen, 1904 begonnen und 1912 abgeschlossen.
In den 1980er-Jahren begannen die Länder ihre Spitäler in eigene Gesellschaften auszugliedern, die zu 100 Prozent in deren Eigentum blieben. Erst 2004 stellte das Land Niederösterreich auf Landeskliniken um. Erst ab diesem Zeitpunkt bis 2008 wurden die bestehenden Gemeindekrankenhäuser in die Holding des Landes übernommen. Ein Grund für diese Entwicklung ist das Sparpotenzial, das in der gemeinsamen zentralen Verwaltung von Krankenhäusern liegt. Verbunden damit waren auch Spezialisierungen mit der Schließungen einzelner Abteilungen, wenn eine entsprechende in einem benachbarten Spital vorhanden war.
Heute sind somit fast alle Schwerpunktkrankenhäuser in Landesbesitz, nur in Tirol gibt es noch große Bezirkskrankenhäuser, die den Gemeinden des Bezirkes gehören. Dazu kommen Ordensspitäler (z. B. in Eisenstadt, Schwarzach, St.Veit/Glan), die die Grundversorgung gewährleisten, sowie die sieben Unfallkrankenhäuser in Trägerschaft der AUVA. Das AKH Linz und das Krankenhaus Dornbirn sind die letzten großen städtischen Spitäler außerhalb Wiens, dazu kommen noch die Gemeinde-Krankenhäuser von Hallein und Oberndorf in Salzburg.
Die letzten Krankenhäuser, die von einem Land übernommen wurden, sind die von Mittersill und Tamsweg, die 2008 zum Land Salzburg kamen. Aus organisatorischen Gründen wurden diese jedoch nicht in die Salzburger Landeskliniken (SALK) eingegliedert und werden nun direkt vom Land geführt. 2008 kam auch das Krankenhaus Wiener Neustadt und Neunkirchen von der Gemeinde zum Landesholding. 2011 wurde aus dem Bezirkskrankenhaus und dem Psychiatrischen Krankenhaus Hall in Tirol ein gemeinsames LKH gebildet.
2011 bis 2013 ermöglichten die steirischen Bezirkszusammenlegungen auch eine organisatorische Zusammenlegung von Landeskrankenhäusern, wie Feldbach-Fürstenfeld, Judenburg-Knittelfeld, Rottenmann-Bad Aussee und Mürzzuschlag-Mariazell. Aus Spitalverbünden wurde schließlich jeweils ein LKH.

## Träger
In Österreich betreibt jedes Bundesland mit Ausnahme von Wien seine Krankenhäuser über eine Landesgesellschaft oder -holding. Wien betreibt seine Krankenanstalten im Wege eines Krankenanstaltenverbunds ohne eigene Rechtspersönlichkeit selbst. Die ältesten Gesellschaften haben Vorarlberg und die Steiermark, die jüngste Niederösterreich, das erst 2004 die Landeskrankenhäuser unter einer solchen Verwaltungsgesellschaft stellte.
| Land             | Name                                                                              | Abkürzung         | Gründung  | Sitz       |
| ---------------- | --------------------------------------------------------------------------------- | ----------------- | --------- | ---------- |
| Wien             | Stadt Wien – Wiener Gesundheitsverbund (vorm. Wiener Krankenanstaltenverbund)     | WiGev (vorm. KAV) | 2002      | Wien       |
| Niederösterreich | Niederösterreichische Landeskliniken-Holding                                      | LKNOE             | 2004      | St. Pölten |
| Oberösterreich   | Oberösterreichische Gesundheitsholding GmbH                                       | OÖG               | 2018      | Linz       |
| Salzburg         | Gemeinnützige Salzburger Landeskliniken Betriebsgesellschaft mbH                  | SALK              | 1998/2004 | Salzburg   |
| Tirol            | Tirol Kliniken GmbH                                                               |                   | 1990      | Innsbruck  |
| Vorarlberg       | Vorarlberger Krankenhaus-Betriebsgesellschaft m.b.H.                              | KHBG              | 1979      | Feldkirch  |
| Kärnten          | Kärntner Landeskrankenanstalten-Betriebsgesellschaft, Anstalt öffentlichen Rechts | KABEG             | 1993      | Klagenfurt |
| Steiermark       | Steiermärkische Krankenanstaltengesellschaft m.b.H.                               | KAGes             | 1985      | Graz       |
| Burgenland       | Burgenländische Krankenanstalten-GesmbH                                           | KRAGES            | 1992      | Eisenstadt |

Verantwortlich für diese Gesellschaften sind die jeweiligen Gesundheits-Landesräte in den Landesregierungen.
Jene Landeskrankenhäuser, die zugleich auch Universitätskliniken sind, werden auch durch das Wissenschaftsministerium finanziert, Ärzte erhalten Teilgehälter von der Gesellschaft und von der Universität.

## Allgemein
Je nach Situation und Größe gibt es etwa je politischem Bezirk ein Landeskrankenhaus für die Standardversorgung der Bevölkerung. Nicht immer liegt dieses Krankenhaus in der Bezirkshauptstadt, wie z. B. das LKH Rottenmann im Bezirk Liezen. Zusätzliche Fachabteilungen wie Gebärstationen, Chirurgie sind nach Einzugsgebiet verteilt. Immer wieder gibt es Proteste, wenn einzelne Abteilungen geschlossen werden.

## Speziell
Daneben sind auch Fachkliniken, wie Landesnervenkliniken, Orthopädische Krankenhäuser, Landespflegezentren (LPZ) und Landespflegeheime (LPH) im Besitz der Länder. Einige dieser Häuser entstanden auch durch Neuausrichtung ehemaliger Lungenheilstätten (in der Steiermark z. B.: Hörgas, Enzenbach und Stolzalpe), die nach der Tuberkulosezeit nicht mehr benötigt wurden. Diese Anstalten wurden auch als Landessonderkrankenhäuser (LSKH) bezeichnet. Da der Begriff aber oft mit Landesnervenklinik gleichgesetzt wurde, hatte er einen schlechten Ruf und wird heut nicht mehr verwendet.

## Schwangerschaftsabbruch
Nachdem es jahrelang keinen politischen Willen gab, dass die landeseigenen Krankenhäuser auch Abtreibungen durchführen, dauerte es bis April 2005, als die Salzburger Landeshauptfrau Gabi Burgstaller am LKH Salzburg eine Abtreibungsambulanz einrichten ließ. In der Folge ermöglichten auch die Steiermark und Niederösterreich diesen Eingriff an ihren Krankenhäusern. In den restlichen Bundesländern ist dies nur an privaten Einrichtungen möglich.

## Liste der Landeskrankenhäuser

Logo des KAV

### Wien
Nachdem Wien gleichzeitig Bundesland und Stadtgemeinde ist, sind die städtischen Krankenhäuser gleichzeitig Landeskrankenhäuser, führen diese Bezeichnung aber nicht.

### Niederösterreich
Die Landeskliniken-Holding wurde 2004 gegründet, viele Kliniken wurden erst ab diesem Zeitpunkt von Gemeinden und Gemeindeverbänden an das Land übergeben. Daher hat in Niederösterreich der Begriff LKH keine so lange Geschichte, und es wurde das modernere „Landesklinikum“ gewählt. Den Namen LKH gab es davor nur in Mödling (1956–2002) und Mauer (1966–1999).

### Oberösterreich

Logo gespag

Trägerschaft der Oö. Gesundheits- und Spitals-AG (gespag):
- LKH Bad Ischl (heute Teil des Salzkammergut Klinikums)
- LKH Freistadt
- LKH Gmunden (heute Teil des Salzkammergut Klinikums)
- LKH Kirchdorf
- LKH Rohrbach
- LKH Schärding
- LKH Steyr
- LKH Vöcklabruck (heute Teil des Salzkammergut Klinikums)

ausgelagert:
- Frauen- und Kinderklinik Linz (heute Teil des Kepler Universitätsklinikums)
- Landesnervenklinik Wagner-Jauregg (heute als „Neuromed Campus“ Teil des Kepler Universitätsklinikums)

Das AKh Linz (heute Teil des Kepler Universitätsklinikums) wurde von einer Gesellschaft der Stadt Linz betrieben, das UKH Linz betreibt die AUVA. Die anderen Spitäler in Linz und die in Braunau, Ried im Innkreis und der Verband Grieskirchen-Wels sind Ordensspitäler.

### Salzburg
In Salzburg wurden 2008 die zwei Krankenhäuser der Gemeinden Mittersill und Tamsweg vom Land direkt übernommen, jedoch nicht in die SALK eingegliedert.
- LKH Salzburg – Universitätskliniken
- Christian-Doppler-Klinik – Landesnervenklinik in Salzburg (Teil des LKH/Univ.Klk.)
- LKH St. Veit im Pongau
- Universitätsinstitut für Sportmedizin (am Universitäts- und Landessportzentrum Salzburg Ruf bei Hallein)
- A.ö. Krankenhaus Tamsweg des Landes
- A.ö. Krankenhaus Mittersill des Landes

Das A.ö. Krankenhaus Zell am See wird von einer privaten Gesellschaft betrieben, die Krankenhäuser Hallein und Oberndorf jeweils von der Gemeinde, das Kardinal Schwarzenberg Klinikum in Schwarzach im Pongau von den Barmherzigen Schwestern.

### Tirol

Logo Tirol Kliniken

- LKH Innsbruck – Universitätskliniken
- LKH Hall
- LKH Hochzirl
- öffentliches LKH Natters
- Bezirkskrankenhaus Schwaz (50-%-Anteil)[10]
- Landes-Pflegeklinik Tirol in Hall

Die Bezirkskrankenhäuser in St. Johann, Lienz, Kufstein und Reutte werden von Gemeindeverbänden betrieben, Das Krankenhaus St. Vinzenz Zams von den Barmherzigen Schwestern.

### Vorarlberg
- LKH Bludenz
- LKH Bregenz
- LKH Feldkirch
- LKH Hohenems
- LKH Rankweil

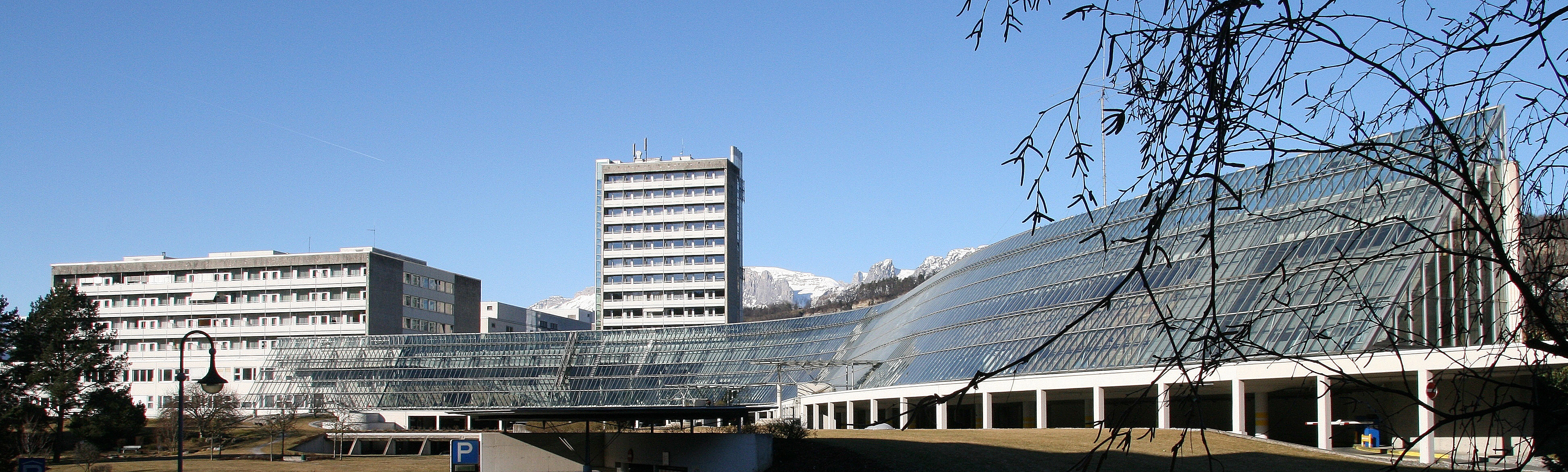
LKH Feldkirch – Ansicht des Neubautrakts

Das Krankenhaus Dornbirn wird von der Stadt Dornbirn betrieben.

### Kärnten
- Klinikum Klagenfurt am Wörthersee
- LKH Villach
- LKH Wolfsberg
- Gailtal-Klinik in Hermagor
- LKH Laas in Kötschach-Mauthen

Logo der KABEG

Das A.ö. Krankenhaus in Spittal/Drau wird von einer privaten GmbH betrieben, das Krankenhaus in St.Veit/Glan von den Barmherzigen Brüdern. Weitere Ordenskrankenhäuser sind das Deutsch-Ordens-Spital Friesach und das A.ö Krankenhaus der Elisabethinen in Klagenfurt.

### Steiermark

Logo der KAGes

In der Steiermark sind fast alle Schwerpunktkrankenhäuser in Landesbesitz.
- LKH-Universitätsklinikum Graz
- LKH Graz II (Standorte Enzenbach, Hörgas, Voitsberg, Süd und West)
- LKH Hochsteiermark (Standorte Bruck, Leoben und Mürzzuschlag)[12]
- LKH Murtal (Standorte Judenburg, Knittelfeld und Stolzalpe)[13]
- LKH Oststeiermark (Standorte Feldbach, Fürstenfeld und Hartberg)[14]
- LKH Rottenmann-Bad Aussee
- LKH Südweststeiermark (Standorte Bad Radkersburg, Deutschlandsberg und Wagna)[15]
- LKH Weiz (im Verbund mit LKH-Univ. Klinikum Graz)[16]

A.ö. Ordensspitäler gibt es zusätzlich in Graz (Krankenhaus der Elisabethinen Graz, Krankenhäuser der Barmherzigen Brüder Graz), in Vorau (Marienkrankenhaus Vorau) und in Schladming ein Diakonissenkrankenhaus. Die letzten zwei sind auch Akutkrankenhäuser für die jeweilige Region.

### Burgenland

Logo der KRAGES

Die meisten burgenländischen Spitäler gehören zwar dem Land, haben jedoch nie die Bezeichnung LKH getragen.
- A.ö. KH Güssing
- A.ö. Ladislaus Batthyány-Strattmann-KH Kittsee
- A.ö. KH Oberpullendorf
- A.ö. KH Oberwart

Das Krankenhaus der Landeshauptstadt ist kein Landesspital, sondern ein Krankenhaus der Barmherzigen Brüder.